# Schuler (Familienname)
Schuler ist ein deutscher Familienname.

## Namensträger

### A
- Adelrich Schuler (1922–1989), Schweizer Redaktor und Politiker (CVP)
- Adrian Schuler (* 1992), Schweizer Skispringer
- Albert Schuler (1928–2024), deutscher Kommunalpolitiker
- Alf Schuler (* 1945), deutscher Künstler
- Alfred Schuler (1865–1923), deutscher Mystiker
- Andreas Schuler (* 1995), Schweizer Skispringer
- Arnold Schuler (* 1962), Südtiroler Politiker
- August Schuler (* 1957), deutscher Politiker

### B
- Bernhard Schuler (* 1956), deutscher Politiker, Oberbürgermeister von Leonberg
- Bernhard Wilhelm Schuler (Pseudonym Alberto; 1850–1922), deutscher Bankier, Verleger und Schriftsteller
- Bettina Schuler (* 1975), deutsche Buchautorin

### C
- Carl Schuler (1851–1917), österreichischer Hotelier
- Carol Schuler (* 1987), Schweizer Schauspielerin
- Carolyn Schuler (1943–2024), US-amerikanische Schwimmerin
- Charles Auguste Schuler (1804–1859), elsässischer Zeichner und Stahlstecher
- Chiara-Belinda Schuler (* 2001), österreichische Siebenkämpferin
- Charles Louis Schuler (1782–1852), elsässischer Zeichner, Kupferstecher, Miniaturist und Stahlstecher
- Christof Schuler (Althistoriker) (* 1965), deutscher Althistoriker und Epigraphiker
- Christoph Schuler (Schriftsteller) (* 1954), Schweizer Kinderbuch- und Comicautor
- Christoph Schuler (Regisseur) (* 1980), deutscher Regisseur und Filmproduzent

### D
- Diana Schuler (* 1981), deutsche Snookerspielerin und Marketingdirektorin des Snooker-Frauenweltverbandes World Women’s Snooker (WWS)
- Dionysius Schuler (1854–1926), deutscher Franziskaner, Titularerzbischof von Nazianz

### E
- Edouard Schuler (1806–1882), deutscher Zeichner, reproduzierender Stahlstecher und Lithograf
- Einar von Schuler (1930–1990), deutscher Altorientalist
- Emil Schuler (1888–1955), deutscher Kaufmann, Redakteur, Politiker (SPD) und württembergischer Landtagsabgeordneter
- Ernst Schuler (1915–1996), Schweizer Offizier, Militärwissenschaftler und Dozent
- Ernst Wilhelm Schuler von Senden (1812–1899), deutscher Generalleutnant
- Erwin Ding-Schuler (1912–1945), deutscher SS-Sturmbannführer und Arzt
- Evelyn Schuler (* 1974), brasilianische Skirennläuferin und Anthropologin

### F
- Franz Schuler (Sänger) (1862–nach 1903), deutscher Sänger (Tenor)
- Franz Schuler (Biathlet)  (* 1962), österreichischer Biathlet
- Franz Karl Schuler (1817–1854), Schweizer Politiker
- Fred Schuler (* 1940), deutscher Kameramann
- Fridolin Schuler (1832–1903), Schweizer Arzt und Fabrikinspekteur
- Fridolin Schuler (Politiker) (1849–1922), Schweizer Politiker, Regierungsrat Glarus
- Friedrich Schuler (1900–1969), deutscher Fabrikant
- Friedrich Schuler von Libloy (1827–1900), österreichischer Historiker und Hochschullehrer
- Friedrich Schuler von Senden (1753–1827), deutscher General der Infanterie
- Fritz Schuler (Politiker, 1885) (1885–1955), deutscher Politiker (CDU)
- Fritz Schuler (Politiker, 1944) (* 1944), österreichischer Politiker (FPÖ), Vorarlberger Landtagsabgeordneter

### G
- Gerold Schuler, deutscher Mediziner
- Gervasius Schuler (um 1495–1563), Schweizer Theologe
- Günter Schuler (* 1955), deutscher Journalist und Autor

### H
- Hannes Schuler (* 1966), deutscher Drehbuchautor und Filmregisseur
- Hans Schuler (Bildhauer) (auch Hans Schüler; 1874–1951), deutsch-US-amerikanischer Bildhauer
- Hans Schuler (Politiker) (1899–1977), Schweizer Politiker (FDP)
- Heinrich Schuler (1868–1949), österreichischer katholischer Geistlicher, Abt von Stift Wilten und Stiftshistoriker
- Heinz Schuler (Mozartforscher) (1928–2007), deutscher Freimaurer und Mozartforscher
- Heinz Schuler (Psychologe) (1945–2021), österreichischer Psychologe
- Hermann Schuler (1896–1969), deutscher Generalmajor
- Horst Schuler (* 1952), deutscher Maler

### J
- Jean Schuler (1912–1984), deutscher Künstler
- Johann Schuler (Entomologe) (1874–1948), österreichischer Altphilologe, Lehrer und Insektenforscher
- Johann Schuler (auch Hans Schuler; * 1958), deutscher Schauspieler
- Johann Melchior Schuler (1779–1859), Schweizer evangelischer Geistlicher und Heimatforscher
- Johannes Schuler (1800–1859), österreichischer Politiker
- Josef Schuler (Beamter) (1855–1940), österreichischer Beamter
- Josef Schuler (Politiker) (1889–1957), Schweizer Landwirt und Politiker
- Josef August Schuler (1823–1897), Schweizer Bäcker und Mühlenbesitzer
- Josef Maria Schuler (1853–1915), Schweizer Landwirt und Politiker
- Josef Meinrad Schuler (1749–1813), Schweizer Politiker und Finanzbeamter
- Joseph Schuler (Politiker, 1847) (1847–1906), deutscher Geistlicher und Politiker (Zentrum), MdR
- Joseph Schuler (Politiker, 1874) (1874–1944), deutscher Politiker (Zentrum), MdL Württemberg

### K
- Karl Schuler (Politiker) (1817–1854), Schweizer Politiker, Regierungsrat im Kanton Schwyz
- Karl Schuler (Bildhauer) (1847–1886), deutscher Bildhauer
- Karl Schuler (Theologe) (1917–1998), Schweizer katholischer Theologe
- Karl Schuler-Dubrand (1898–1965), Schweizer Landwirtschaftsfunktionär und Redaktor
- Karl Josef Schuler (1810–1889), deutscher Jurist und Lyriker
- Kevin Schuler (* 1967), neuseeländischer Rugbyspieler und -trainer

### L
- Laura Schuler (Eishockeyspielerin) (* 1970), kanadische Eishockeyspielerin und -trainerin
- Laura Schuler (Musikerin) (* 1987), Schweizer Jazzmusikerin
- Louis Schuler (1840–1913), deutscher Unternehmer
- Luca Schuler (Freestyle-Skier) (* 1998), Schweizer Freestyle-Skier
- Luca Schuler (Fußballspieler) (* 1999), deutscher Fußballspieler
- Ludwig Schuler (1805–1885), preußischer Generalleutnant
- Luzius Schuler (* 1989), Schweizer Jazzmusiker

### M
- Marco Schuler (* 1972), deutscher Künstler
- Marcus Schuler (* 1971), deutscher Journalist und Moderator
- Margarete Schuler-Harms (* 1959), deutsche Rechtswissenschaftlerin und Hochschullehrerin
- Mark Schuler (* 1984), Schweizer Unihockeyspieler
- Markus Schuler (* 1977), deutscher Fußballspieler
- Martina Schuler (* 1990), Schweizer Unihockeyspielerin
- Matthias Schuler (1876–1955), deutscher Theologe und Kirchenhistoriker
- Max Schuler (Politiker) (Johann Maximilian Schuler; 1893–1967), deutscher Jurist und Politiker (CDU)
- Maximilian Schuler (auch Max Schuler; 1882–1972), deutscher Maschinenbauingenieur und Erfinder
- Meinrad Schuler (1902–1967), Schweizer Politiker, Regierungsrat Schwyz

### N
- Norbert Schuler (* 1938), deutscher Hockeyspieler

### P
- Patrik Schuler (* 1990), Schweizer Fußballspieler
- Paul Schuler (Manager) (* 1955), Schweizer Wirtschaftsmanager
- Paul Schuler (* 1964), Schweizer römisch-katholischer Priester und Fernsehjournalist
- Peter Schuler (* 1942), deutscher Politiker (CDU)
- Peter-Johannes Schuler (1940–2013), deutscher Historiker

### R
- Ralf Schuler (* 1965), deutscher Journalist
- Robert H. Schuler (1926–2017), US-amerikanischer Physikochemiker
- Rolf Schuler (* 1950), deutscher Jurist und Richter
- Rudolf Schuler (Unternehmer) (1846–1927), Schweizer Unternehmer
- Rudolf Schuler (Maler) (* 1931), deutscher Maler, lebt in Spanien

### S
- Sérgio Schuler (* 1972), brasilianischer Skirennläufer

### T
- Thomas Schuler (Historiker, 1944) (* 1944), deutscher Historiker und Museumsleiter
- Thomas Schuler (Mediziner) (Thomas C. Schuler;* 1960), US-amerikanischer Neurochirurg
- Thomas Schuler (Journalist) (* 1965), deutscher Journalist
- Thomas Schuler (Historiker, 1970) (* 1970), deutscher Historiker, Napoleon-Experte
- Thomas Schuler (Geograph) (Thomas Vikhamar Schuler; * 1971), deutscher Geograph, Hydrologe und Hochschullehrer
- Tom Schuler (* 1956), US-amerikanischer Radrennfahrer und Radsporttrainer

### W
- Walter Schuler (1891–1976), österreichischer Hotelier, Fremdenverkehrspionier und Tiroler Landtagsabgeordneter
- Werner Schuler (1919–1980), Direktor der Eidgenössischen Versicherungskasse
- Wilhelm Schuler (1914–2010), deutscher Chemiker, Erfinder und Unternehmer

### X
- Xaver Schuler (* 1980), Schweizer Politiker, Regierungsrat Schwyz